# 박진선 (기업인)
박진선(朴進善, 1950년 2월 28일~)은 대한민국의 기업인이며 샘표식품 대표이사 사장이다. 서울특별시 출신으로 1997년에 샘표식품 대표이사 사장으로 취임했고 2005년에 대통령 표창을 받는 등 다수의 상을 받았다. 부친은 샘표식품 대표이사 회장을 지낸 박승복이다.

## 학력
- 경기고등학교
- 1973년: 서울대학교 전자공학 학사
- 1979년: 스탠퍼드 대학교 대학원 전자공학 석사
- 1988년: 오하이오 주립 대학교 대학원 철학 박사

## 주요 경력
- 1997년~현재: 샘표식품 대표이사 사장
- 2000년: 서울상공회의소 상임위원
- 2008년: 한국중견기업연합회 부회장
- 2011년: 서울상공회의소 감사
- 2018년~현재: 한국경영자총협회 부회장
- 한국상장회사협의회 부회장

## 수상 경력
- 1999년: 행정자치부장관 표창
- 1999년: 산업자원부장관 표창
- 2005년: 제4회 공정거래의날 공정거래위원장 표창
- 2005년: 대통령 표창
- 2009년: 올한해 한식세계화를 빛낸 자랑스런 식문화기업인상
- 2015년: 기업혁신대상 최우수CEO상
- 2017년: 제3회 HDI 인간경영대상 지속가능부문